# Stazione di Avigliana
Stazione di Avigliana vasútállomás Olaszországban, Avigliana településen.

## Vasútvonalak
Az állomást az alábbi vasútvonalak érintik:
- Torino–Modane-vasútvonal

## Kapcsolódó állomások
A vasútállomáshoz az alábbi állomások vannak a legközelebb:
- Stazione di Sant’Ambrogio (Stazione di Bardonecchia, Stazione di Susa)
- Stazione di Rosta (Stazione di Torino Porta Nuova)